# Cary Challenger 2021
Il Cary Challenger 2021 è stato un torneo maschile di tennis giocato sul cemento. È stata la settima edizione del torneo e faceva parte della categoria Challenger 80 nell'ambito dell'ATP Challenger Tour 2021. Si è disputato a Cary, negli Stati Uniti d'America, dal 19 al 25 luglio 2021.

## Partecipanti

### Teste di serie
| Nazionalità | Giocatore            | Ranking* | Testa di serie |
| ----------- | -------------------- | -------- | -------------- |
| Stati Uniti | Jenson Brooksby      | 152      | 1              |
| India       | Prajnesh Gunneswaran | 153      | 2              |
| Stati Uniti | Maxime Cressy        | 155      | 3              |
| Stati Uniti | Bjorn Fratangelo     | 187      | 4              |
| Slovacchia  | Lukáš Lacko          | 190      | 5              |
| Stati Uniti | Mitchell Krueger     | 195      | 6              |
| Stati Uniti | Christopher Eubanks  | 215      | 7              |
| India       | Ramkumar Ramanathan  | 216      | 8              |

* Ranking aggiornato al 12 luglio 2021.

### Altri partecipanti
I seguenti giocatori hanno ricevuto una wild card per il tabellone principale:
- William Blumberg
- Govind Nanda
- Sam Riffice

I seguenti giocatori sono entrati in tabellone usando il ranking protetto:
- James Ward

I seguenti giocatori sono passati dalle qualificazioni:
- Alexis Galarneau
- Aleksandar Kovacevic
- Shintaro Mochizuki
- Genaro Alberto Olivieri

## Punti e montepremi
| Torneo    | Torneo              | V     | F     | SF    | QF    | 2T  | 1T  | Q | Q2  | Q1  |
| Singolare | Punti               | 80    | 48    | 29    | 15    | 7   | 0   | 4 | 2   | 0   |
| Singolare | Premi in denaro ($) | 7 200 | 4 240 | 2 510 | 1 460 | 860 | 520 | – | 260 | 130 |
| Doppio    | Punti               | 80    | 48    | 29    | 15    | –   | 0   | – | –   | –   |
| Doppio    | Premi in denaro ($) | 3 100 | 1 800 | 1 080 | 640   | –   | 360 | – | –   | –   |

## Campioni

### Singolare
Mitchell Krueger ha sconfitto in finale  Ramkumar Ramanathan con il punteggio di 7–6(4), 6–2.

### Doppio
Christian Harrison /  Dennis Novikov hanno sconfitto in finale  Petros Chrysochos /  Michail Pervolarakis con il punteggio di 6–3, 6–3.